# Alessandro Siciliani
Alessandro Siciliani (Firenze, 1952) è un direttore d'orchestra e compositore italiano.

## Biografia
Siciliani nacque a Firenze, Italia, nel 1952, figlio di Ambra e Francesco Siciliani, celebre impresario di opera lirica. Siciliani attualmente risiede a Columbus, dove è stato direttore musicale della Columbus Symphony Orchestra dal 1992 al 2004.
I primi anni di vita di Siciliani furono passati crescendo nel mondo dell'opera lirica italiana, dove suo padre era il direttore della più importante compagnia d'opera del paese, La Scala dal 1957 al 1966. I suoi interessi musicali si formarono mentre partecipava alle prove del padre, dove ebbe l'opportunità di confrontarsi con i principali direttori, musicisti e star dell'opera di tutto il mondo.
Siciliani ricevette la sua formazione musicale al Conservatorio Giuseppe Verdi di Milano e alla Accademia Nazionale di Santa Cecilia a Roma. I suoi studi si concentrarono sulla direzione orchestrale, che studiò con Franco Ferrara, pianoforte e composizione, diplomandosi con il massimo dei voti in tutte e tre.
Come direttore Siciliani ha diviso il suo tempo tra l'opera e il repertorio sinfonico. Nell'opera ha diretto estensivamente alla New York City Opera e fece il suo debutto con il Metropolitan Opera nella serata di apertura della stagione 1988-1989. Più recentemente ha diretto al Teatro Mariinskij (ex Kirov) in San Pietroburgo, Russia nel 2008. Come direttore d'orchestra sinfonico ha suonato con importanti orchestre a Praga, Monaco, Colonia, Dallas, Pittsburgh e Washington DC, oltre molte altre.
Dal 1992 al 2004 è stato direttore musicale della Columbus Symphony Orchestra. Durante il suo tempo sul podio l'orchestra raggiunse alcuni dei suoi più grandi successi fino ad oggi, aumentando il suo pubblico e celebrando il suo 50º anniversario con un debutto alla Carnegie Hall. Le vivide interpretazioni di Siciliani del romantico repertorio sinfonico e dell'opera italiana lo hanno reso caro al pubblico di Columbus, dove rimane una figura popolare. Nel luglio 2008 è stato accolto con entusiasmo quando tornò sul podio per dirigere i musicisti della Columbus Symphony in un concerto di beneficenza durante la recente disputa contrattuale della CSO.
Attualmente Siciliani continua la sua carriera come direttore d'orchestra, facendo apparizioni in Europa e negli Stati Uniti. Continua inoltre a comporre, scrivendo lavori per sinfonia e coro.

## Composizioni
- Cantata per 18 solisti, coro e 18 strumenti
- L'Amour peintre, un balletto
- Giona, un oratorio